# Georgïý Jwkov
Georgïý Jwkov (in kazako Георгий Жуков?; in olandese: Georgi Zjoekov; Semipalatinsk, 19 novembre 1994) è un calciatore kazako con cittadinanza belga, centrocampista del Puszcza Niepołomice.

## Palmarès

### Club

#### Competizioni nazionali
- Qazаqstan Prem'er Ligasy: 2

Astana: 2014, 2015
- Supercoppa del Kazakistan: 2

Astana: 2015, 2017